# Karim Maroc
Karim Maroc (arabisch كريم ماروك; * 5. März 1958 in Tonnay-Charente, Frankreich) ist ein ehemaliger algerischer Fußballspieler. Er absolvierte 15 Spiele für die algerische Nationalmannschaft.

## Vereinskarriere
Maroc wuchs im westfranzösischen Département Charente-Maritime auf und begann seine Karriere bei einem Verein aus Saintes. 1976 wechselte er zum Erstligisten Olympique Lyon, wo er mit Spielern wie Serge Chiesa große Konkurrenz hatte. In seiner dritten Saison konnte er sich schließlich auf dem linken Flügel etablieren, sah auf dieser Position für sich keine großen Chancen. Daraufhin ließ er sich für die folgende Spielzeit nach Angers ausleihen, wo er eine äußerst gelungene Saison absolvierte. Nach seiner Rückkehr zu Lyon fand er seinen Platz in erster Linie auf der Ersatzbank, erzielte aber dennoch neun Tore. 1981 entschloss er sich zum Wechsel und fand im FC Tours einen neuen Arbeitgeber. In einer Mannschaft mit Delio Onnis erzielte er in der ersten Saison dort zehn Tore, was seinen persönlichen Rekord darstellt. Dennoch verließ er danach Tours und wechselte 1982 zum Stade Brest. Nach drei Jahren wurde sein Vertrag nicht verlängert, woraufhin Maroc in Zweitligist HSC Montpellier einen neuen Arbeitgeber fand. Nach einem Jahr in Montpellier wechselte Karim Maroc zum spanischen Zweitligisten CD Logroñés, mit dem er ein Jahr später den Aufstieg erreichte. Doch Maroc wechselte in sein Heimatland Algerien, wo er ab 1987 für den MC Oran spielte. 1988 und 1992 gewann er mit seinem Verein die algerische Meisterschaft, 1989 stand er im Finale der CAF Champions League, wo das Team an Raja Casablanca aus Marokko scheiterte. 1992 beendete er seine Karriere. Insgesamt absolvierte er in Frankreich 217 Erstligaspiele (42 Tore).

## Nationalmannschaft
Maroc feierte 1982 sein Debüt für Algerien, als er am 25. April in einem Freundschaftsspiel gegen Peru. Für den WM-Kader 1982 wurde er ebenfalls berücksichtigt, allerdings nicht eingesetzt. Auch aufgrund des Nichtangriffspakts von Gijón schied Algerien bereits nach der Vorrunde aus. Danach spielte Maroc längere Zeit nicht für sein Heimatland, erst 1985 kam er wieder zum Einsatz. Am 25. Februar 1986 schoss er gegen Mosambik sein erstes von zwei Länderspieltoren. Bei der WM im gleichen Jahr spielte er zweimal. Sein zweiter WM-Einsatz gegen Mexiko war zugleich sein letzter für das algerische Team. Zu seinen 15 offiziellen Länderspielen, die er bestritt, kommen sieben weitere inoffizielle Einsätze.